# مايكل جونسون (رياضي)
مايكل جونسون (بالإنجليزية: Michael Johnson)‏ (و. 1973 – م) هو رياضي، من نيوزيلندا، شارك في ألعاب بارالمبية صيفية 2012، وألعاب بارالمبية صيفية 2004، ودورة الألعاب البارالمبية الصيفية 2008.

## جوائز
حصل على جوائز منها:
- نيشان الاستحقاق لنيوزيلندا.

## روابط خارجية
- مايكل جونسون على موقع Paralympic.org (الإنجليزية)
- مايكل جونسون على موقع IPC.InfostradaSports.com (مؤرشف) (الإنجليزية)
- مايكل جونسون على موقع اللجنة البارالمبية النيوزيلندية (الإنجليزية)